# Deutsche Versicherungsakademie
Die Deutsche Versicherungsakademie (DVA) ist eine Bildungseinrichtung der Versicherungsbranche.

## Geschichte
Sie wurde 1949 in Köln als staatlich anerkannte Höhere Fachschule gegründet und bot ab 1968 als „Höhere Fachschule für das Versicherungswesen“ ein Vollzeitstudium zum Betriebswirt an. 1972 wurde die DVA verwaltungstechnisch an den Arbeitgeberverband der Versicherungsunternehmen in Deutschland (agv) angegliedert, 1989 unter gemeinsamer Geschäftsführung des Berufsbildungswerks der Deutschen Versicherungswirtschaft (BWV) und 1995 als dessen Geschäftsbereich geführt. 2001 wurde die DVA als Tochter-GmbH von den Branchenverbänden
- Berufsbildungswerk der Deutschen Versicherungswirtschaft (BWV)
- Arbeitgeberverband der Versicherungsunternehmen in Deutschland (agv)
- Gesamtverband der Deutschen Versicherungswirtschaft (GDV)

ausgegründet. Die DVA hat die Aufgabe die Mitarbeiter der Assekuranz weiterzubilden. Die DVA arbeitet kostendeckend im Rahmen der bildungspolitischen Vorgaben ihrer Gesellschafter. Die DVA ist Mitglied im Bildungsnetzwerk Versicherungswirtschaft.